# 酢蛸

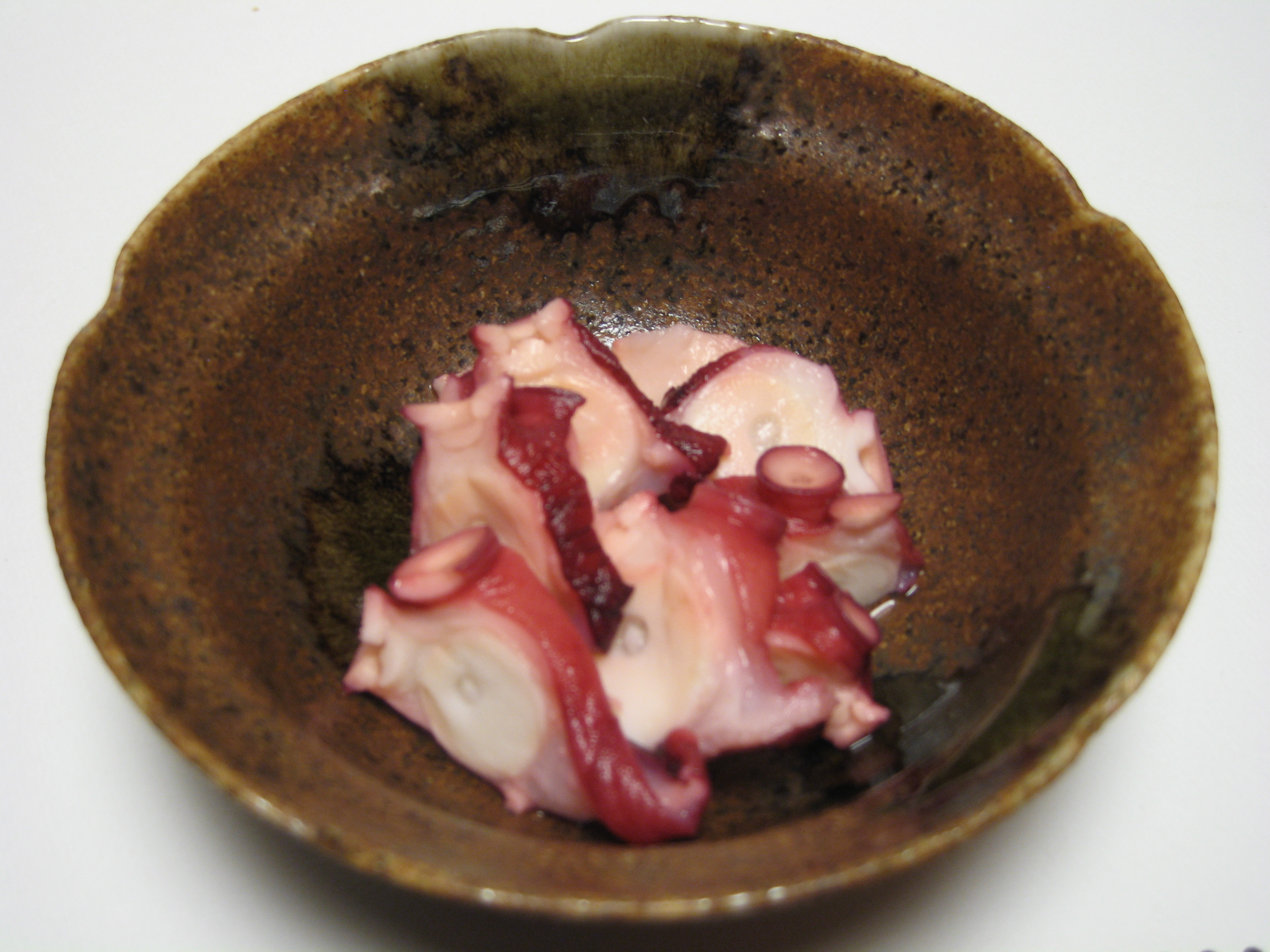
酢蛸

酢蛸（すだこ）は、酢にタコを浸けた日本料理。膾あるいは漬物のひとつ。
ミズダコやマダコが用いられる。
関東では正月に食べる風習があり、市販の酢漬けにした酢蛸がでまわる。大きいものはバケツに入れて売られる。

## 調理方法
酢蛸とキュウリの酢の物
1. タコの内臓、目や口を取り除き、大根おろしまたは糠でもみ洗いをし、ぬめりを取り除く。
2. 沸騰した湯にタコを入れ、再び沸騰したら火を止めて5分ほど置く。塩ゆで以外に蒸す方法もある。
3. タコを取り出し冷ます。吊るして冷ますと、足が丸まらない。ここまでが茹で蛸（蒸し蛸）。
4. タコを一口大に薄くそぎ切りにする。
5. キュウリは板ずりして蛇腹に切り、酢洗いをして軽く絞る。
6. 器にキュウリとタコを盛り付け、三杯酢をかけて、ショウガを天盛りにする。